# ناحية سارال
ناحية سارال (بالفارسية: بخش سارال) هي ناحية في مقاطعة ديواندرة، محافظة كردستان، إيران. حسب إحصاء 2016، عدد سكان الناحية 9884 فردا في 2519 عائلة. ليس بالناحية مدن وإنما بها 3 مناطق ريفية هي قسم حسين‌آباد الشمالي الريفي، وقسم كولة الريفي، وقسم سارال الريفي.